# سمكة الزرد
سمكة الزرد أو دانيو مخطط (الاسم العلمي:Danio rerio) (بالإنجليزية: Zebra danio) هو نوع من الأسماك يتبع جنس الدانيو من فصيلة الشبوطيات.
موطنها الأصلي جنوب آسيا، وهي سمكة زينة شائعة، تُباع عادةً تحت الاسم التجاري "دانيو الزيبرا"[4] (ولذلك تُسمى غالبًا "سمكة استوائية" على الرغم من كونها استوائية وشبه استوائية).
تُعدّ سمكة الزرد كائنًا نموذجيًا فقاريًا مهمًا وواسع الاستخدام في البحث العلمي، وخاصةً في علم الأحياء النمائي، وكذلك في وظائف الجينات، وعلم الأورام، وعلم التشوهات الخلقية، وتطوير الأدوية، وخاصةً في مرحلة ما قبل السريرية.[5] كما تتميز بقدرتها على التجدد، وقد عدّلها الباحثون لإنتاج العديد من السلالات المعدلة وراثيًا.

## الانتشار
تعيش أسماك الزرد في حوض نهر الجانج في باكستان وشمال الهند وجنوب نيبال وبنجلاديش، حيث تعيش في المياه بطيئة التدفق أو الراكدة، مثل حقول الأرز. وقد استقرت أسماك الدانيو الزيبرا أيضًا في المياه الأمريكية، ربما من خلال العينات من مزارع الأسماك.

## سماتها
يتمتع سمك الزرد بجسم طويل ونحيف ومسطح قليلاً من الناحية الجانبية ويصل طوله الأقصى إلى 5 سم.
ظهر السمكة لونه بني زيتوني، والبطن أصفر أبيض. الجوانب صفراء فضية اللون وتشبه فراء الحمار الوحشي (حمار الزرد) مع خطوط طولية سوداء زرقاء لامعة تمتد من الحافة الخلفية لغطاء الخياشيم إلى زعنفة الذيل. كما أن الزعنفة الشرجية وغطاء الخياشيم مخططان بشكل متباين أو مرقطان باللون الرمادي والأزرق والأصفر الباهت. الزعانف الصدرية والحوضية عديمة اللون. الفم أعلى قليلا. يحيط بها زوجان من الشوارب. تصل شوارب الفك العلوي إلى الحافة الأمامية للعين، بينما تصل شوارب الفك السفلي الأطول إلى منتصف أغطية الخياشيم. الإناث أكثر امتلاءً، وأكبر حجمًا قليلًا، وأفتح لونًا من الذكور.
صيغة الزعنفة: الظهرية 2/7، الشرجية 2/13.

صيغة المقياس: mLR 26–28
عدد الفقرات: 31-32.

## سمكة الدانيو النمرية
سمكة الدانيو النمرية هي طفرة من سمكة الزرد حيث تنقسم الخطوط الزرقاء إلى نقاط فردية. الجين المصاب هو كونيكسين 41.8، الذي يشفر بروتين الوصلة الفجوية.
 تم وصفه باسم "دانيو فرانكاي" (ماينكن، 1963)، ولكن لم يتم التعرف عليه من قبل الخبراء كنوع منفصل. منذ العثور على الأسماك لأول مرة في حوض أسماك براغ، أصبح من المثير للجدل أيضًا ما إذا كانت أسماك الدانيو النمرية تشكل مجموعة طبيعية أم شكلًا للتكاثر.

## الكائن الحي النموذجي
بسبب الخصائص التالية، أصبح سمك الزرد نموذجًا جيدا للدراسة ويُستخدم على نطاق واسع في علم الوراثة وعلم الأحياء التنموي:
- تتطور الأجنة بشكل كامل خارج الأم.
- الأجنة شفافة: جميع الخلايا مرئية حتى المراحل المبكرة من اليرقات.
- الأجنة كبيرة بما يكفي لتتكيف مع تجارب زرع الخلايا الكلاسيكية على سمكة الزرد: يمكن إزالة الخلايا الفردية أو مجموعات الخلايا أو زرعها في جنين آخر.
- باعتباره كائنًا ثنائي الصبغيات، فهي مناسبة تمامًا الفحوصات الجينية والتحليلات ، لأنها:
  - لها دورة جيلية قصيرة: تصل اسماكها إلى مرحلة النضج الجنسي في عمر يتراوح بين اثني عشر إلى 16 أسبوعًا.
  - في ظل الظروف المثالية، تضع سمكة الزيبرا بانتظام كميات كبيرة من البيض: يمكن للأنثى أن تضع ما يصل إلى 300 بيضة في الأسبوع.
  - حجمها الصغير ومتطلباتها غير المعتمدة على لماء والغذاء وحجم الخزان الذي يحتويها تجعل سمكة الزيبرا حيوانًا مختبريًا غير مكلف نسبيًا.
  - تم وضع طرق متنوعة وفعالة للطفرات الجينية والفحص بحثًا عن الطفرات: تم تطوير طرق لتغيير الصيغة الصبغية (عدد المجموعات المتجانسة من الكروموسومات) في سمكة الزرد؛ تم كتابة تقارير بحثية كثيرة للطفرات وتم تطوير طرق الفحص التي تسمح ليس فقط بعزل الطفرات ذات العيوب الطاهرية  (مورفولوجيا ) ، ولكن أيضًا باكتشاف الطفرات ذات التغيرات الفسيولوجية أو السلوكية غير المرئية خارجيًا.
- يتمتع الكائن الحي بالقدرة على إعادة نمو الأعضاء المهمة في الجسم:
  - يمكن لقلب سمكة الزرد تجديد الأنسجة الميتة في وقت قصير. وفي التجربة، يمكن إزالة ما يصل إلى 20 % من أنسجة عضلات تلط الأسماك جراحيًا.
  - يمكن استبدال الزعانف المقطوعة بزعانف معاد نموها بمساعدة الخلايا العظمية المنشطة خصيصًا.[7][8]

وأخيرا، ليس أقل أهمية من ذلك أن العديد من النتائج البيولوجية التنموية التي تم الحصول عليها من سمك الزرد يمكن نقلها إلى البشر. وبناءً على ذلك يتم استخدام الطفرات في أسماك الزرد كنماذج حيوانية للأمراض الوراثية البشرية.
حاليًا (2021)، يقوم مجموعة من العلماء في جامعة أديلايد بالتحقيق في العمليات المحيطة بإنتاج الطاقة في خلايا المخ. هنا، يتم إحداث طفرات فيما يتعلق بتحويل الأكسجين إلى طاقة في خلايا المخ  لسمك الزرد ref> von ، والتي يمكن استخدامها لاستخلاص استنتاجات حول تطور أمراض الخرف لدى البشر، مثل مرض الزهايمر